# Keya Paha megye
Keya Paha megye az Amerikai Egyesült Államokban, azon belül Nebraska államban található. Megyeszékhelye és legnagyobb városa Springview. Lakosainak száma 769 fő (2020. április 1.). Keya Paha megye Tripp, Brown, Rock, Cherry, Boyd, Holt, Todd és Gregory megyékkel határos.

## Népesség
A megye népességének változása:
| Lakosok száma | 821  | 823  | 797  | 790  | 804  | 769  |
|               | 2010 | 2011 | 2012 | 2013 | 2015 | 2020 |